# Anita Simoncini
Anita Simoncini (ur. 14 kwietnia 1999 w Montegiardino) – sanmaryńska piosenkarka. Reprezentantka San Marino w Konkursie Piosenki Eurowizji dla Dzieci 2014 (jako członkini zespołu The Peppermints) i Konkursu Piosenki Eurowizji 2015 (z Michelem Perniolą).

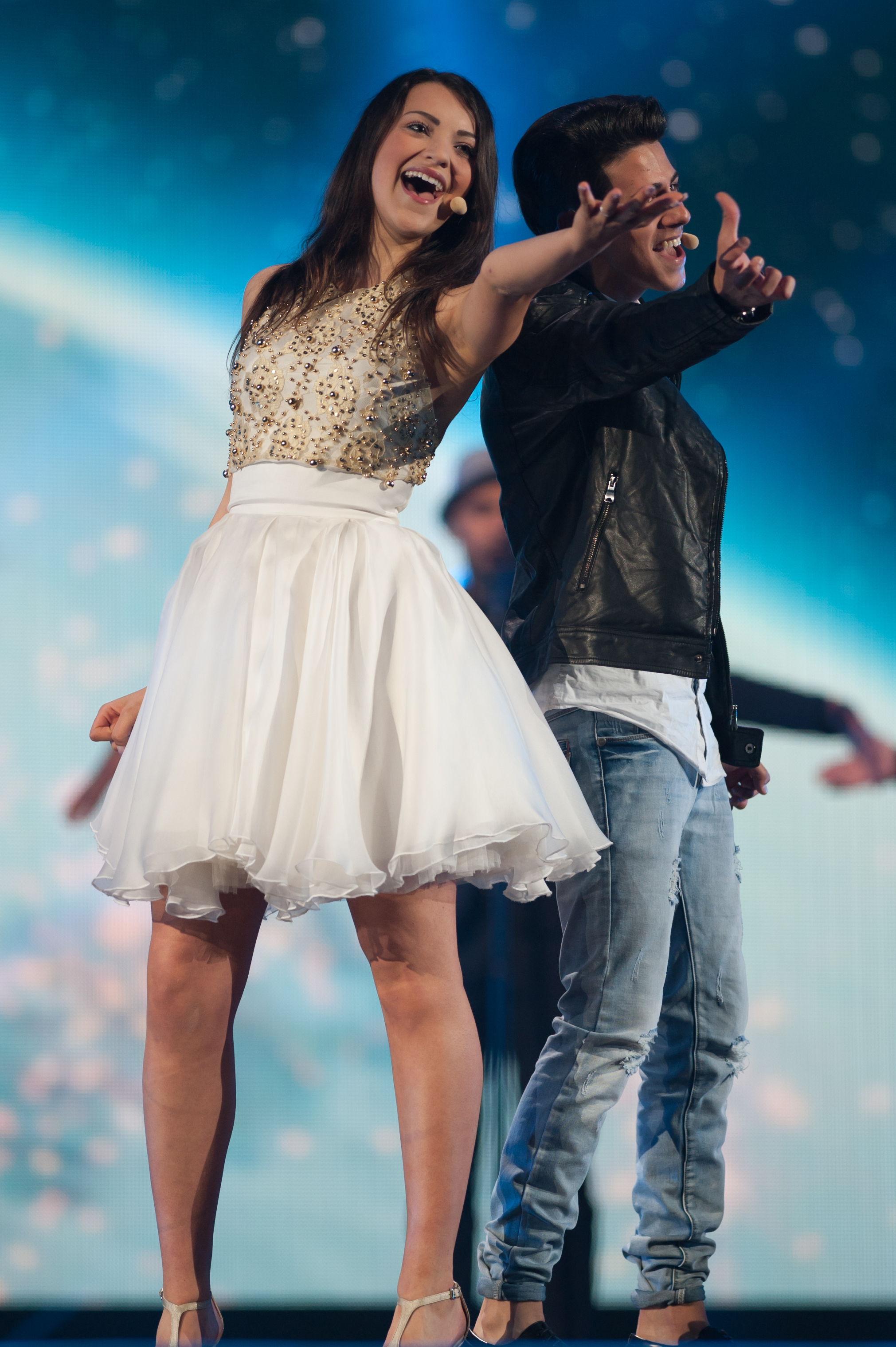
Simoncini i Michele Perniola w Konkursie Piosenki Eurowizji 2015

## Dyskografia
- 2014: "Breaking My Heart" (jako członkini The Peppermints)
- 2015: "Chain Of Lights" (z Michelem Perniolą)